# لايف إيز سترينج: ترو كولورز
لايف إيز سترينج: ترو كولورز (بالإنجليزية: Life Is Strange: True Colors)‏ هي لعبة فيديو مغامرات طورتها ديك ناين ونشرتها سكوير إينكس، صدرت في 10 سبتمبر 2021 وتعمل على أجهزة ويندوز، نينتندو سويتش، بلاي ستيشن 4، بلاي ستيشن 5، جوجل ستاديا، إكس بوكس ون وإكس بوكس سيريس إكس وسيريس أس. يتحكم اللاعب في شخصية أليكس تشين وهي شابة تتمتع بقدرات نفسية للتعاطف تسمح لها بقراءة المشاعر والتلاعب بها، والتي تعتبرها هالات ملونة، لترى جسديًا كيف يشعر الآخرون حولها.